# U-359
Unterseeboot 359 foi um submarino alemão do Tipo VIIC, pertencente a Kriegsmarine que atuou durante a Segunda Guerra Mundial.

## Comandantes
| Comandante          | Data                                       |
| ------------------- | ------------------------------------------ |
| Oblt. Heinz Förster | 5 de outubro de 1942 - 26 de julho de 1943 |

## Subordinação
Durante o seu tempo de serviço, esteve subordinado às seguintes flotilhas:
| Período                                        | Flotilha                                  |
| ---------------------------------------------- | ----------------------------------------- |
| 5 de outubro de 1942 - 28 de fevereiro de 1943 | 8. Unterseebootsflottille (treinamento)   |
| 1 de março de 1943 - 26 de julho de 1943       | 7. Unterseebootsflottille (serviço ativo) |

## Operações conjuntas de ataque
O U-359 participou das seguinte operações de ataque combinado durante a sua carreira:
- Rudeltaktik Neptun (18 de fevereiro de 1943 - 28 de fevereiro de 1943)
- Rudeltaktik Wildfang (28 de fevereiro de 1943 - 5 de março de 1943)
- Rudeltaktik Westmark (6 de março de 1943 - 11 de março de 1943)
- Rudeltaktik Amsel (26 de abril de 1943 - 3 de maio de 1943)
- Rudeltaktik Amsel 4 (3 de maio de 1943 - 6 de maio de 1943)
- Rudeltaktik Rhein (7 de maio de 1943 - 10 de maio de 1943)
- Rudeltaktik Elbe 2 (10 de maio de 1943 - 12 de maio de 1943)